# شماره آی‌ام‌او

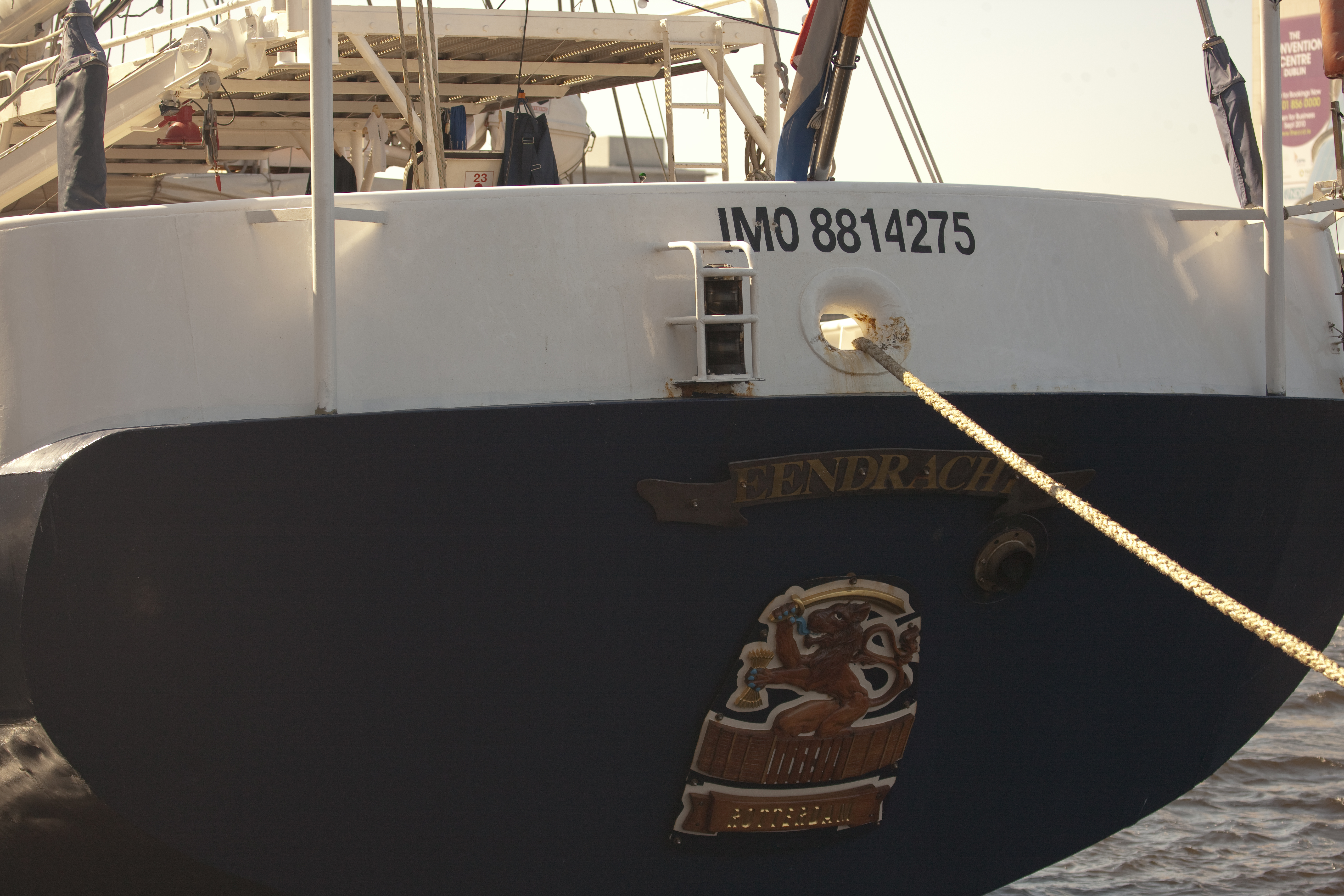
نمایی از شماره آی‌ام‌او (IMO) یک‌نوع کشتی - ۲۰۰۹

شماره آی‌ام‌او (به انگلیسی: IMO number) یک‌مرجع منحصربه‌فرد از طرف سازمان بین‌المللی دریانوردی برای کشتی، صاحبان کشتی ثبت‌شده و شرکت‌های مدیریت است. شماره‌های آی‌ام‌او برای بهبود ایمنی و امنیت دریایی و کاهش تقلب‌های دریایی تعریف شده است. این شمارهٔ هفت رقمی منحصربه‌فرد به‌موجب کنوانسیون بین‌المللی ایمنی جان اشخاص در دریا به هر کشتی‌ای اختصاص داده شده‌است.

## تاریخچه

### قطعنامه سازمان بین‌المللی دریانوردی (۱۹۸۷)
در سال ۱۹۸۷ سازمان بین‌المللی دریانوردی قطعنامه‌ای را با هدف "افزایش ایمنی دریایی و پیشگیری از آلودگی و جلوگیری از تقلب دریایی" با تعیین شماره شناسایی پایدار برای هر کشتی به تصویب رساند. شماره آی‌ام‌او با صرف نظر از تغییرات نام‌ها، پرچم‌ها یا صاحبان آن به مدت طول عمر آن با بدنه مرتبط است.

### کنوانسیون بین‌المللی ایمنی جان اشخاص در دریا (۱۹۹۴)
مقررات کنوانسیون که در سال ۱۹۹۴ تصویب شد و در ۱ ژانویه ۱۹۹۶ به اجرا در آمد، شماره آی‌ام‌او را برای کشتی‌های که حداقل ۳۰۰ واحد ظرفیت ناخالص و کشتی‌های مسافری با حداقل ۱۰۰ واحد ظرفیت ناخالص اجباری نمود. در کنوانسیون سولاس "کشتی‌های باری" به معنای "کشتی‌هایی هستند که کشتی مسافربری نیستند".

### ارتقاء امنیت (۲۰۰۲)
در دسامبر ۲۰۰۲ کنفرانس دیپلماتیک امنیت دریایی اقدامات متعددی را جهت افزایش امنیت کشتی‌ها و امکانات بندری انجام داد که شامل اصلاحیه مقررات کنوانسیون سولاس برای نیاز به شناسایی شماره کشتی‌ها به طور دائمی در یک محل قابل مشاهده یا در قسمت کشتی یا قسمت بالای ساختمان و همچنین در داخل و بر روی گواهی کشتی بود. در کشتی‌های مسافربری نیز باید بر روی یک سطح افقی قابل مشاهده از هوا قرار گیرد.

### مقررات مالک ثبت شده و شرکت (۲۰۰۵)
در ماه مه ۲۰۰۵ سازمان بین‌المللی دریانوردی یک مقررات جدید در مورد مالک ثبت شده و شرکت‌های کشتیرانی در ۱ ژانویه ۲۰۰۹ تصویب کرد. به موجب این مقررات هر صاحب کشتی و شرکت کشتیرانی باید شماره شناسایی منحصر به فرد داشته باشد.